# Madeleine (Nantes)
Pour les articles homonymes, voir Madeleine.
Madeleine est un micro-quartier de la ville de Nantes, en France, compris dans le quartier Centre-ville.

## Généralités
À des fins statistiques, l'INSEE subdivise les communes de plus de 10 000 habitants en IRIS, constituant des « micro quartiers », composés d'un ensemble d'îlots contigus et homogènes, regroupant 2 000 habitants ou plus. Dans le cas de Nantes, les 11 quartiers sont ainsi subdivisés en 97 micro-quartiers,. Madeleine est l'un de ces micro-quartiers ; il fait partie du quartier Centre-ville.
Madeleine occupe la partie centrale de l'ancienne île Gloriette. Il est limitrophe des micro-quartiers Decré-Cathédrale au nord, Champ de Mars à l'est, Beaulieu-Mangin et République-Les Ponts au sud, et Gloriette-Feydeau à l'ouest. Au nord, il est limité par les voies ferroviaires provenant de la gare de Nantes, entre la place Alexis-Ricordeau et le pont de la Rotonde. À l'est, sa frontière est marquée en quasi-totalité par la rue Fouré. Au sud, le quartier donne sur le bras de la Madeleine de la Loire (quais André-Morice et Magellan). Sa limite ouest est principalement marquée par la chaussée de la Madeleine.

## Historique
Le quartier tire son nom de l'ancienne prairie de la Madeleine, une vaste zone insulaire séparée du centre-ville par un ancien bras de la Loire au nord, et du reste de l'île Gloriette à l'ouest par un étier. L'île reste très longtemps non-bâtie, mais l'étier accueille dès le Moyen Âge la chaussée de la Madeleine, permettant de le franchir à pied sec. À partir du XVIe siècle, des ponts sont construits au nord et au sud de cette chaussée afin de traverser la Loire.
Le nord de l'île commence à être bâti au XVIIIe siècle. Fréquemment inondé, le reste de la prairie reste longtemps sans habitation. Des quais surélevés et des ponts sont construits à partir du deuxième quart du XIXe siècle, mais le développement urbain ne se produit véritablement qu'à la fin de ce siècle.
En 1927, le bras nord de la Loire est comblé : le quartier est ainsi rattaché au centre-ville de Nantes.
Dans la première version des IRIS, en 2000, l'INSEE groupait Madeleine avec le micro-quartier voisin du Champ de Mars (formant ainsi le quartier Madeleine-Champ de Mars). Les deux zones ont été séparées par la suite.

## Transports
La ligne 2 et la ligne 3 du tramway passent à proximité immédiate de la limite occidentale du quartier (arrêt Hôtel Dieu). Au nord-est, la ligne 4 du busway est également proche (arrêt Duchesse Anne). La ligne 1 du tramway passe également non loin de la limite nord du quartier, mais à part à son extrémité nord-est, elle en est séparée par les voies ferroviaires.
Au sud-ouest, le pont Général-Audibert permet d'accéder à l'île de Nantes.

## Points d'intérêt
Parmi les points d'intérêts du quartier :
- Halle de la Madeleine